# Мінливість показників покладу
Мінливість показників покладу (рос. изменчивость показателей залежи, англ. changeability of deposit indices, нім. Variabilität f, Veränderlichkeit f der Lagerwerte) — зміна значень показників покладу від точки до точки.
Числовий вираз М.п.п. не є постійною величиною і залежить від досліджуваного показника, а також методів вимірювання (зокрема щільності розвідувальних точок), тобто відображає ступінь вивченості об'єкта.
Оцінку М.п.п. виконують на основі вибірки даних способами математичної статистики.